# Chopardiana
Chopardiana é um gênero de traça pertencente à família Arctiidae.